# 苫小牧市営バス

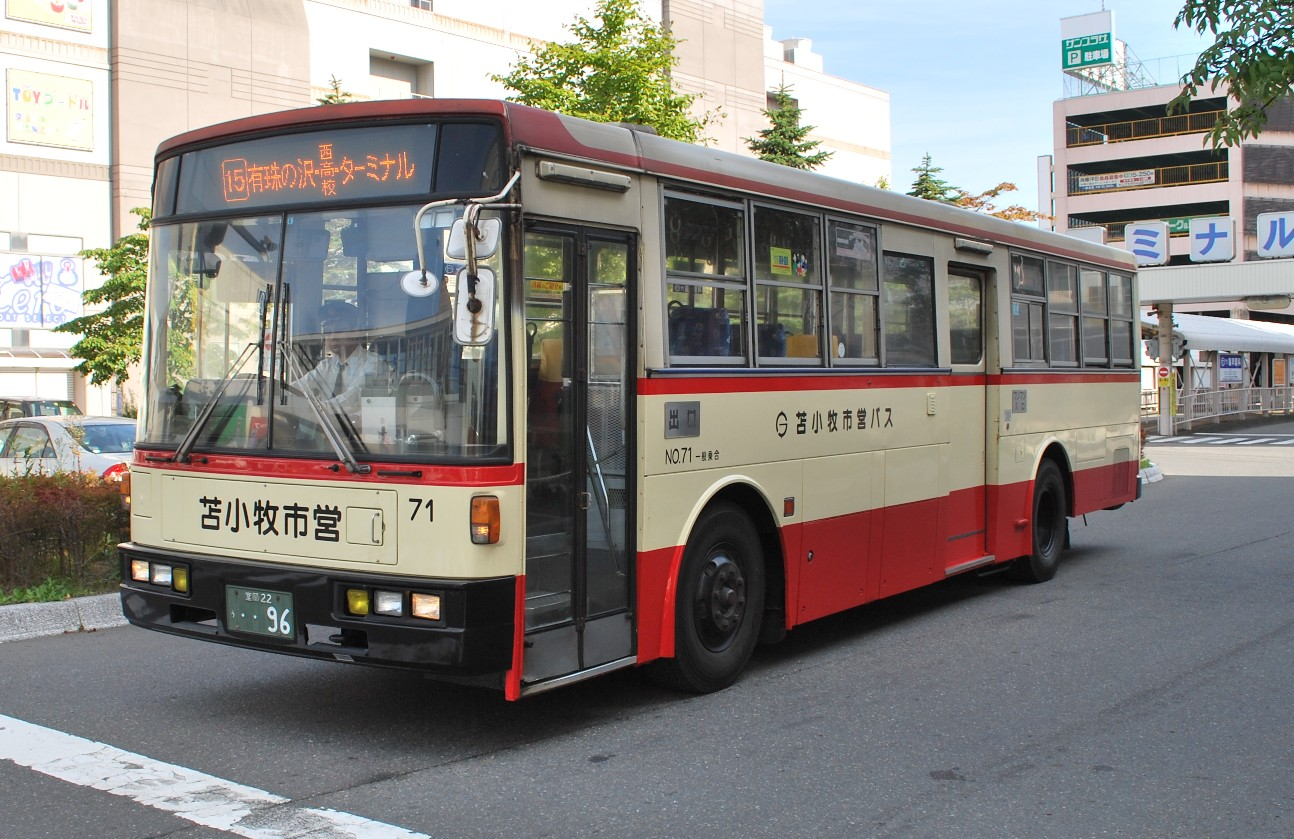
路線車近影

苫小牧市営バス（とまこまいしえいバス）は、北海道苫小牧市が運営していた公営バスの名称である。市の行政組織に専門の交通部が設置されていた。
1950年（昭和25年）8月25日の運行開始以来、苫小牧市内の路線を独占的に運行していた。北海道内最後の公営バスとして運営されていたが、2011年（平成23年）度をもって事業を廃し、2012年（平成24年）4月1日より道南バスに完全移譲された。
以下、特記以外は2012年（平成24年）3月31日時点の状況である。

## 歴史

### 幻に終わった町営バス
苫小牧工業地帯造成第一弾として、1940年（昭和15年）に大日本再生製紙工場（現・日本製紙北海道工場勇払事業所）の建設が始まった。勇払地区の交通は日高線（現・日高本線）がすでにあったが運行本数が少なく、また札幌方面との行き来は約4 km先に沼ノ端駅があるものの勇払との間に交通機関がなく、徒歩で向かうか苫小牧駅を経由しなければならなかった。工場の操業開始後は通勤需要や勇払地区の人口増加が見込まれることからこれらの不便を解消すべく、同年12月5日の町議会に町営バス事業案が提出された。苫小牧駅から勇払を経由して沼ノ端駅に至る約18 kmの路線が計画され、同日可決し申請したが、太平洋戦争激化により新規免許は必要最小限に止めていたことから却下となり計画は中止となった。

### 市営バス運行開始まで
戦後の1948年（昭和23年）4月1日、苫小牧町は市制を施行し苫小牧市となった。交通機関確保は市制施行からの懸案事項でバス路線開設運動が起きていた。市は1949年（昭和24年）2月28日の市議会に市営バス事業に関する案を提出。起債による資金調達や路線計画について審議された。市では苫小牧駅前 - 白老、上厚真、千歳、勇払の市外4路線と、苫小牧駅前 - 栄町、元町 - 旭町、弥生町 - 緑町、幸町 - 山手町の市内4路線、計8路線を提案したところ、交通便のない静川地区、観光開発が進んでいた支笏湖の2路線の要望が議会からあり、これを追加し10路線として修正可決。免許申請を行った。
簡単と思われた路線獲得であったが、道南乗合自動車（現・道南バス）が申請した路線と一部重複したことから保留となってしまった。陸運局を通して、および市議会議長が運輸省へ出向き働きかけを行うも免許は得られなかった。このような状態の中で1950年（昭和25年）度より市営バス事業を開始することを決定、3月20日の市議会で苫小牧市交通事業費特別会計を設けるなどの案を提出し可決されたが、年度末になっても新年度に入っても免許は得られず事業開始へ向けて動きがとれない中4月26日にようやく路線免許が認可され、運行開始へ向けて具体的に動き出した。
免許路線
市内一号線 (4.1 km)：火葬場入口 - 緑町 - 苫小牧駅前 - 消防署前 - 観測所前
市内二号線 (1.9 km)：工業高校前 - 国警前 - 菱中
市内三号線 (1.9 km)：元町市営グラウンド前 - 漁協前 - 国警前 - 栄町
市内四号線 (3.1 km)：山手町 - 王子裏門 - 菱中 - 苫小牧駅前
支笏湖線 (22.7 km)：苫小牧駅前 - 支笏湖
千歳線 (7.9 km)：苫小牧駅前 - 沼ノ端
日高線 (8.8 km)：苫小牧駅前 - 勇払
勇払線 (6.2 km)：勇払 - 沼ノ端
市民はこれを歓迎する反面、「時期尚早」「どうせ赤字」「水道整備が先」など非難めいた声も上がった。路線免許は4か月以内に運行を開始しなければ取り消されるものであったことから市は地方債の起債に全力を挙げて800万円を確保。事業収入と合わせた独立採算の体裁を整えた。6月12日の市議会で市営バス専門部署として工営部内に交通課を設置。外部招聘も含めた人員配置も行われ着々と準備が進められた。7月6日の市議会に「苫小牧市営一般乗合旅客自動車運送事業運輸条例」を提出。運賃などが原案通り可決され、バス事業が開始できる見通しとなった。計画当初のもたつきはあったものの8月24日に市営バス開業式が行われ、認可取り消し直前の8月25日に3台のバスで運行を開始した。
運行系統
市内線 山手町方面（6往復）：駅前 - 王子町 - 王子裏門 - 山手町
市内線 旭町方面（4往復）：駅前 - 国警前 - 工業高校前
市内線 弥生町方面（5往復）：駅前 - 王子町 - 幸町 - 弥生町
市内線 元町方面（11往復）：駅前 - 国警前 - 本町 - 浜町 - 元町
支笏湖線（3往復、不定期便1往復、冬期運休）：苫小牧駅前 - 高丘 - モーラップ分岐点 - 丸山 - 支笏湖
千歳線（1往復）：苫小牧駅前 - 国警前 - 旭町 - 中野 - 一本松 - 沼ノ端
日高線（6往復）：苫小牧 - 国警前 - 栄町 - 眞小牧 - 勇払工場前 - 勇払
勇払線（1往復）：沼ノ端 - 勇払

### 開始当初の動き
運行開始日は運賃収入が4,805円、利用者298人と奮わず事業が成り立つのか心配されたが、観光祭（現・とまこまい港まつり）が始まった9月20日には約8倍に増加。その後も順調な伸びを示した。1952年（昭和27年）9月に上厚真とを結ぶ静川線、1953年（昭和28年）3月に錦岡線や弁天線などの市内線、同年8月にはモーラップ線の免許を受け路線を拡大。モーラップにはキャンプ場があり、これまでは支笏湖畔から船で向かっていたものをバスで直接行けるようにしたものである。その後も新規路線や既存路線の延伸開設が行われ車両を年2台ずつ増備。1956年（昭和31年）12月31日時点での路線免許キロは約104 km、車両17台となった。
1950年12月13日の市議会では貸切バス事業を行うことを提案し可決。1951年（昭和26年）3月に一般貸切旅客自動車運送事業免許を受け5月19日より開始。夏期で約3,000人、冬期で約500人の利用があり、支笏湖方面への団体が多く見られた。
交通課は単独庁舎が旭町で着工され1951年1月15日から移転を開始。同年2月1日より正式に交通課事務所となった。同年には整備工場を増設し、10月12日から自動車整備業を開始した。バスは駅前を中心に運行していることからバスターミナルを設ける必要性があった。用地取得後1959年（昭和34年）4月より建設に着手。同年8月1日に完成し、バス待合室、旅行案内所、交番が入る観光センターとして営業を開始した。交通課は車両管理と整備を旭町に残しバスターミナル内に移転となった。

### 試練の高度経済成長期
車両購入による市債発行はあったものの、事業収入は堅調な伸びを示しており黒字経営であった。ところが、高度経済成長によるインフレーションなどが影響し1959年は赤字となった。翌1960年（昭和35年）は赤字幅がさらに拡大。1961年（昭和36年）の地方公営企業法適用により交通事業費特別会計は企業会計となったが、これに引き継ぐため1700万円の借入金および融通金を計上した。経営は次第に苦しくなり、運賃改定や人件費削減などを進める必要性が生じた。
運賃は発足後1951年12月20日に改定されたが、状況を鑑み1962年（昭和37年）6月1日に改定。1975年（昭和50年）まで2 - 3年ごとに改定を行った。人件費削減は他所でも広まりつつあったワンマン運転を行うこととし、1967年（昭和42年）6月1日に学生専用2路線にて前乗り・運賃先払い・前降り方式で開始した。市内線は1968年（昭和43年）3月15日より整理券方式を採り車内での乗車券発行を取り止め、12月15日からは山手町方面を除き、単区は前乗り・運賃先払い・中降り、多区は前乗り・運賃後払い・前降りとした。1970年（昭和45年）7月1日より市内均一運賃を採用し整理券方式を廃止。1971年（昭和46年）の山手町方面もワンマン化された。郊外・市外線は1973年（昭和48年）12月5日より整理券方式を採用。これにより定期路線ワンマン運転化が完了し、特定路線の一部を除いて車掌乗務がなくなった。
この間、1963年（昭和38年）7月9日から市の機構改革により交通部に変更され、傘下に管理課と営業課を置いた。市の発展は続いており路線延伸や車両の導入を行ったが、敷地が手狭になったことや建物の老朽化が進んだことから明野に14,000平方メートルの敷地を確保し新庁舎の建設を開始。1975年12月23日に管理棟と整備工場からなる施設が完成。旧庁舎は駅前営業所となった。路線は静川、弁天、柏原方面などが苫小牧東部開発計画の進捗により廃止されている。

### 新たなサービスや路線網の拡大
昭和40年代後半もオイルショックなどがあり引き続き厳しい経営状況であった。市民の足確保のためのサービス向上として、1973年春より優先席を設置した。バスでは北九州市交通局などで導入事例があったが北海道内では初となる試みで、高齢者や身体の不自由な人が乗車した際は席を譲るよう協力を求めた。市営バスではペットの類は持ち込み禁止であったが、1975年1月より盲導犬の乗車を解禁した。
苫小牧駅を中心とした運行体系であったため、駅を中心とした東方面と西方面では乗り換えが発生する場合が多かったが、1973年12月に道道苫小牧環状線が供用開始となり、山手町方面と美園町方面を結ぶ鉄北線が開設された。宮の森地区や有珠の沢地区の団地は、民間会社が造成し市民に売り出されたことから市営バス路線対象外とされていたが、住民からの運行要望が高まったことを受けて路線を開設した。この他にも1978年（昭和53年）11月の新バスターミナル完成時には既存路線の増便や終車時刻の繰り下げなどが行われた。1982年（昭和57年）10月1日の苫小牧駅新駅舎完成時には北口に交通広場が設置され、鉄北線や通学専用バスが乗り入れるなど大幅な路線変更を行った。1986年（昭和61年）12月2日より駅の東側に鉄道敷地を立体交差する旭大通アンダーパスが完成。バスターミナルから市中心部を通り、このアンダーパスを通過し鉄北地区を経由して錦岡に至る路線が新設された。沿線住民からの要望や主要道路供用開始により開設、増便、再編などを行ってきたが、乗客数は1978年をピークに年々下降し、諸費用の増加も相俟って経営悪化が懸念されるようになっていた。

### 抜本再編

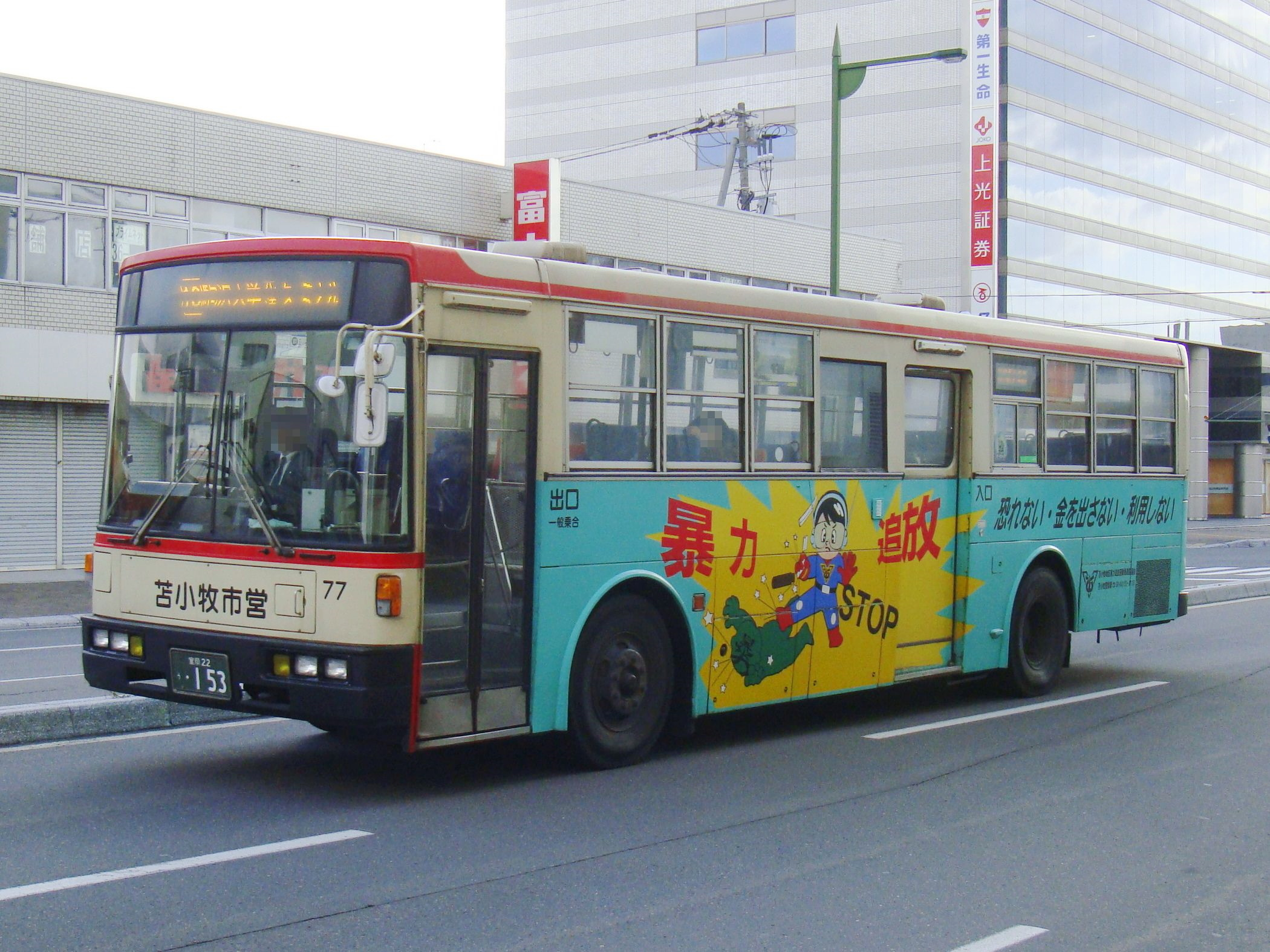
車体広告車一例

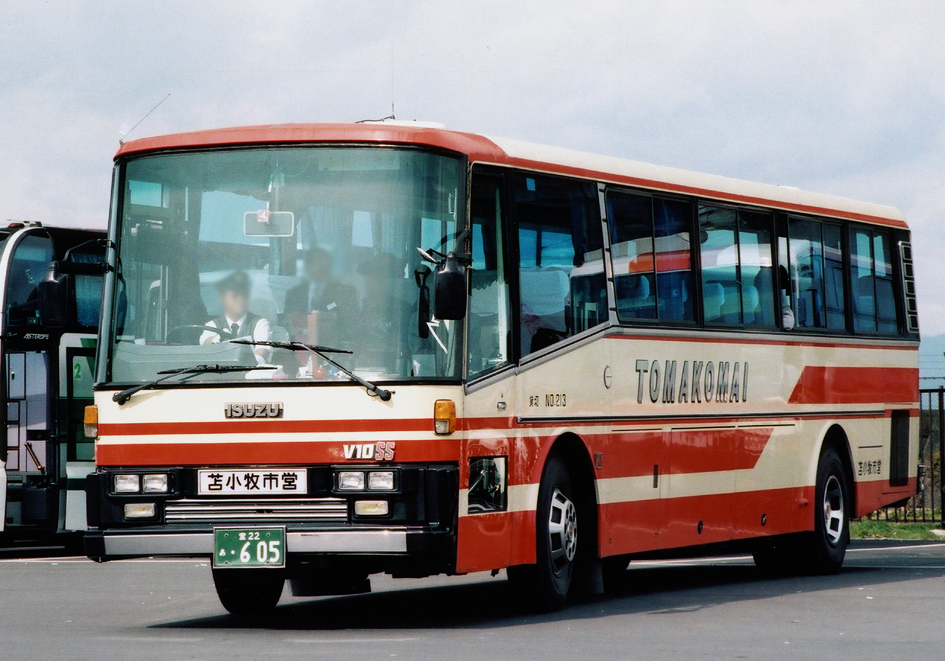
観光貸切バス（1994年、函館にて）

1982年4月、市の公営企業等調査審議会において抜本的な路線再編成を行うべきとの意見があり、同年から1983年（昭和58年）の2年間で再編成計画をまとめた。1981年（昭和56年）度に行ったアンケート調査では、苫小牧環状線から錦岡に至る鉄北西部地区で便数などの不満が見られたが、他都市と比較して不満度は低いことからいかにして現行水準を維持するかが検討課題となった。1982年は乗降人員調査が行われ、これらを元に計画がまとめられた。短期計画は路線の部分的な変更で、苫小牧環状線を中心とした運行経路を利用者増が見込まれる町内への乗り入れ、長期計画は西部地区に運行拠点を設置し大規模な路線再編成を行うものであった。
1990年（平成2年）12月24日、大幅な路線再編を行った。市西部の錦西ニュータウンに営業所を設置。住宅から5 - 6分でバスに乗れるようにと停留所を30か所増やし、苫小牧駅を境として東西に点在する高校や公共施設を直接結ぶ路線の開設などが行われ、これまでの29路線・44系統・605便が23路線・32系統・549便に圧縮された。西部に運行拠点がなかったことにより総回送距離が約900 kmにもなっていたが、約540 kmに低減され運行効率向上に繋がった。錦西営業所開設式典では市長が「市営バス40年の中で最大の危機」と厳しい状況の報告とともに路線改廃に理解を求めた。1991年（平成3年）2月より再編後全路線で大掛かりな利用調査が行われ、1日あたりの平均利用者は30,194人となり利用者減少は落ち着いてきていることがわかった。利用者の多い路線は永福（三条）交通部線、鉄北北口線、日新（国道）交通部線、澄川錦岡線の順で、東西地域を直通する路線が利用を増やした。また、利用者アンケートは満足度が全般的に向上しており、この路線再編が効果を発揮していることが裏付けられた。
乗客数は1991年度に1千万人の大台を割り込んだ。その後は減少幅が縮小し再編効果により歯止めがかかったかに思われたが、1994年（平成6年）度は60万人の大幅減少となった。週休2日制の浸透、自転車通学の増加、モータリゼーションの更なる進行が要因で、1997年（平成9年）度には850万人を割り込んだ。1998年（平成10年）4月1日の苫小牧駒澤大学開学では乗客増加が見込まれることから、近隣を通る路線を徹底的に駒澤大学向けに変更する「駒大シフト」を行ったが効果は現れず、乗客減少に歯止めをかけることはできなかった。同年度より車体全面広告を開始するなど増収を図った一方、市営バス会計審査意見書には、バスカードシステムを活用し効率的な運行による乗客の確保や経営改善に一層の努力を期待するとの厳しい意見が付された。
2002年（平成14年）に予定されていたバス事業の原則自由化で民間事業者との競争激化が予想される貸切バス事業は段階的に縮小され、新千歳空港や苫小牧港で観光客を受けて北海道内各地を巡る観光貸切では1996年（平成8年）よりバスガイドを派遣業者からの派遣に切り替えた後、2000年（平成12年）度をもって廃止された。以降の貸切バスは一般団体の近隣輸送を行う一般貸切と企業との契約で従業員輸送などを行う特定貸切となり、一般・特定とも黒字を確保していた。路線バス事業は苫小牧市内の黒字路線に道南バスとあつまバスが参入の意向を示したことからこのままでは経営健全化が困難になることが予測され、市営バスはどう対処すべきか問われることとなった。

#### 市立病院の移転
市営バスでは例年4月にダイヤ改正を行っていいたが、2006年（平成18年）は10月の市立病院移転開業にあわせて行われることとなった。10月1日から20番 駅前市立病院線が新設され、30分間隔で運行した。

#### 市外線全廃
市営バスでは苫小牧市内線の他に白老町、千歳市、厚真町への市外線を4路線運行してきたが、いずれも赤字路線であり整理が進められ、2000年4月1日までに全廃された。
白老町社台地区は苫小牧市と境界を接する場所に位置し、苫小牧市への通勤通学利便のため1961年10月1日に社台線が3往復開設されたが、競合する道南バスや北海道中央バスの便数が増えたことから1978年11月26日の改正で樽前地区折り返しとなり、白老町乗り入れは廃止となった。
支笏湖線は市営バス開業と共に40年以上に渡って運行されてきたが、1992年（平成4年）度に1日あたりの利用客数が100人を割り込み赤字額が2700万円超に達したことから1993年（平成5年）12月1日付で廃止となり、北海道中央バスに引き継がれた。市が整備し1965年（昭和40年）7月15日に供用開始した「支笏湖バスターミナル」は1994年3月1日付で北海道中央バスに売却された。
1952年（昭和27年）9月に開設された上厚真線（旧・静川線）は苫小牧東部開発計画進捗による沿線無住化などが影響し利用客が1日あたり十数人の赤字路線となっていた。1994年4月1日付で廃止となり、市内で折り返す苫東工業基地線に振り替えられたほか、苫小牧 - 上厚真 - 厚真を運行するあつまバスが苫小牧駅前 - 沼ノ端間において国道経由から上厚真線と同じ鉄北経由に変更し代替するようになった。
千歳線は千歳駅とを結んでいたが千歳空港までに短縮。新千歳空港開港後は新空港に乗り入れた。1996年12月1日改正で競合する道南バス便がない早朝1往復を残しウトナイ・植苗地区折り返しの植苗線に変更。2000年4月1日付で廃止となり全便が植苗線となった。

### 民間委託の開始
それまでの経営健全化計画は市営のままで事業を行うことを前提としたものであったが、一般会計から多額の繰入れをする厳しい状況が続いており、市の財政も逼迫していることから少しでも緩和しようと民間委託の検討が開始された。事業者公募などを経て2001年（平成13年）12月27日に錦西営業所の管理の受委託に関する契約を道南バスと締結。2002年度から始まる新経営健全化計画に備えた。
2002年4月1日、錦西営業所管理運営を5年間道南バスに委託し新たなスタートを切った。1年ごとに委託路線を追加し交通部職員の配置転換や路線の効率化などを行い収支改善に努めた。こうした中で2003年（平成15年）5月1日に市長となった櫻井忠の公約のひとつに「民間でできることは民間で」と市営バス全面移譲が掲げられた。新経営健全化計画が終わる2007年（平成19年）度からの全面移譲を目標に検討が重ねられた。

### 完全移譲、そして市営バスの終焉
2006年2月に発表された民間移譲検討結果報告では11の案が出され、2007年度からの全面移譲は職員の配置転換が困難で現実的ではないことから他の5年間の猶予を経る案からの検討を行った結果、2007年度より正規職員を段階的に嘱託化させ経費削減を図る一方で、これまでの委託方式を継続し2012年（平成24年）度より全面移譲する方針が固まった。
新経営方針に基づく事業が開始された2007年度は、錦西営業所の委託契約は引き続き道南バスで2年間更新された。2009年（平成21年）度から3年間の委託は準備期間として全面移譲先と契約することを前提としたもので、引き続き受託を希望する道南バス以外に応募はなく、市営バス最終年度も引き続き道南バスへの委託が決まった。全面移譲先は道南バスのほか、かつて市内路線へ参入の意向を示していたあつまバス、一部で候補のひとつとされたジェイ・アール北海道バスが挙げられたが、応募書類を取り寄せた事業者は複数社あったものの、道南バス以外に応募はなかった。移譲後3年間便数などの維持、嘱託職員の引き継ぎなど、市が提示した条件をほぼ丸のみしたかたちで、この時点で道南バスへの全面移譲が事実上決定した。
2010年（平成22年）2月15日に市と道南バスとの間で移譲に関する基本協定調印式が行われ、2011年（平成23年）度をもって苫小牧市営バスの事業終了と、2012年度からの道南バスへの移譲が正式に決定した。最終運行日となった2012年3月31日は終日無料運行となり、約16,400人の利用客が61年に及ぶ市営バスとの別れを惜しんだ。これにより道内の公営バスは、鉄道路線の廃止代替などで運行する小規模な事業体が残存しているのみとなり、一般路線事業者並みの大規模な公営バスはすべて消滅した。
市営バス事業終了に伴い、苫小牧市交通部発行のバスカード「トマッピーカード」は、普通カードが道南バスのバスカードに統合されたほか、苫小牧市営バスで設定していた昼間カード・学生カードを引き継ぐ形で、移管路線に限って利用可能なバスカードが道南バスから発行された。苫小牧市交通部発行のカードは移管路線に限り2019年3月31日まで引き続き利用可能であった。

### 年表
- 1950年（昭和25年）8月25日：事業開始。工営部交通課が担当。
- 1951年（昭和26年）
  - 5月19日：貸切バス事業開始。
  - 10月12日：自動車整備業開始。
- 1963年（昭和38年）7月9日：市の機構改革により交通部となる。
- 1990年（平成2年）12月24日：錦西営業所開設。
- 2002年（平成14年）4月1日：錦西営業所の管理を道南バスに委託。
- 2010年（平成22年）2月15日：2012年（平成24年）度からの道南バス全面移譲に関する基本協定締結。
- 2012年（平成24年）4月1日：事業を道南バスへ全面移譲[1][2][3]。バス事業廃止。

## 事業所
苫小牧市交通部
北海道苫小牧市新開町4丁目7-11
駅前営業所・バスターミナル
北海道苫小牧市表町5丁目10-11
錦西営業所
北海道苫小牧市字錦岡573-1

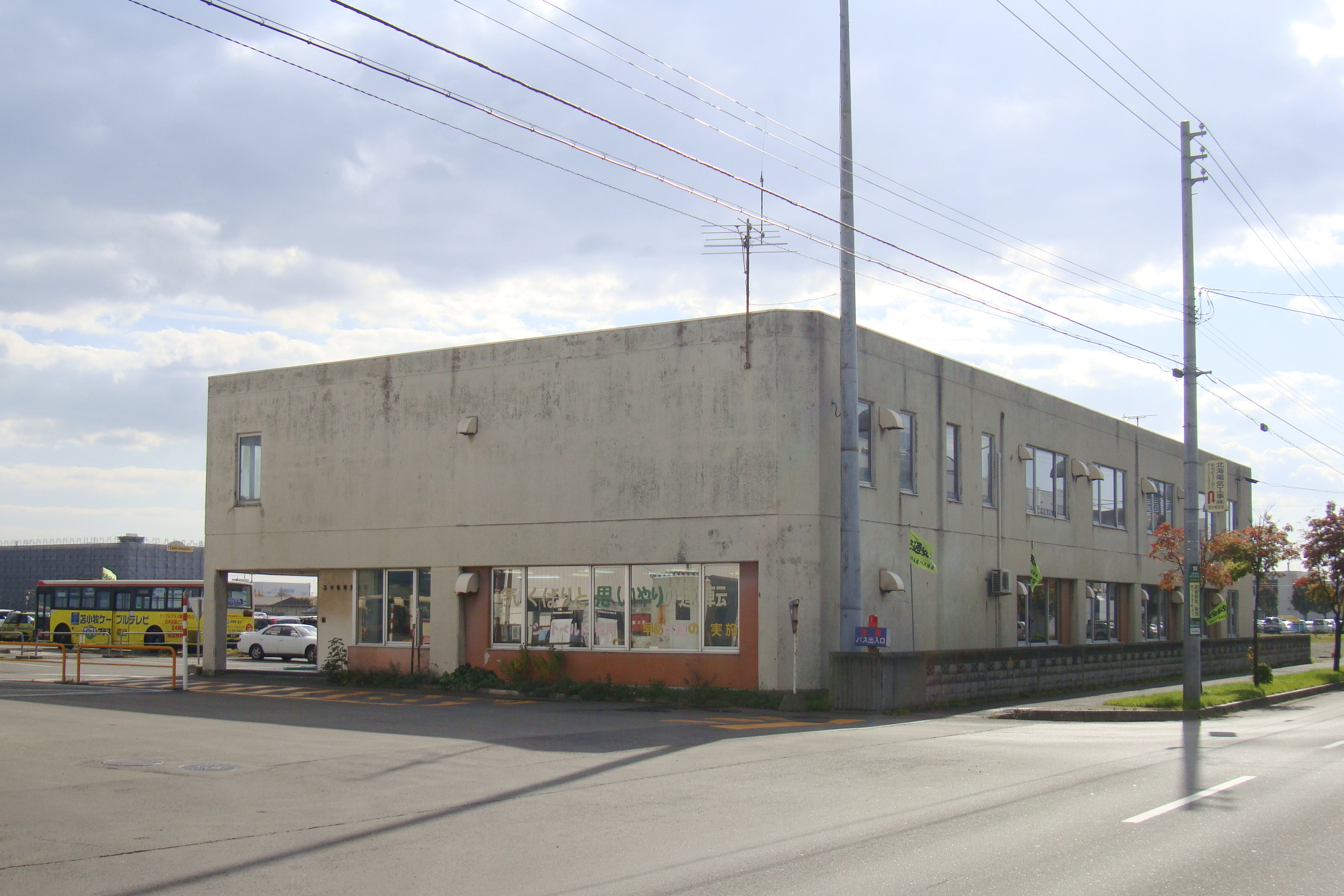
交通部庁舎
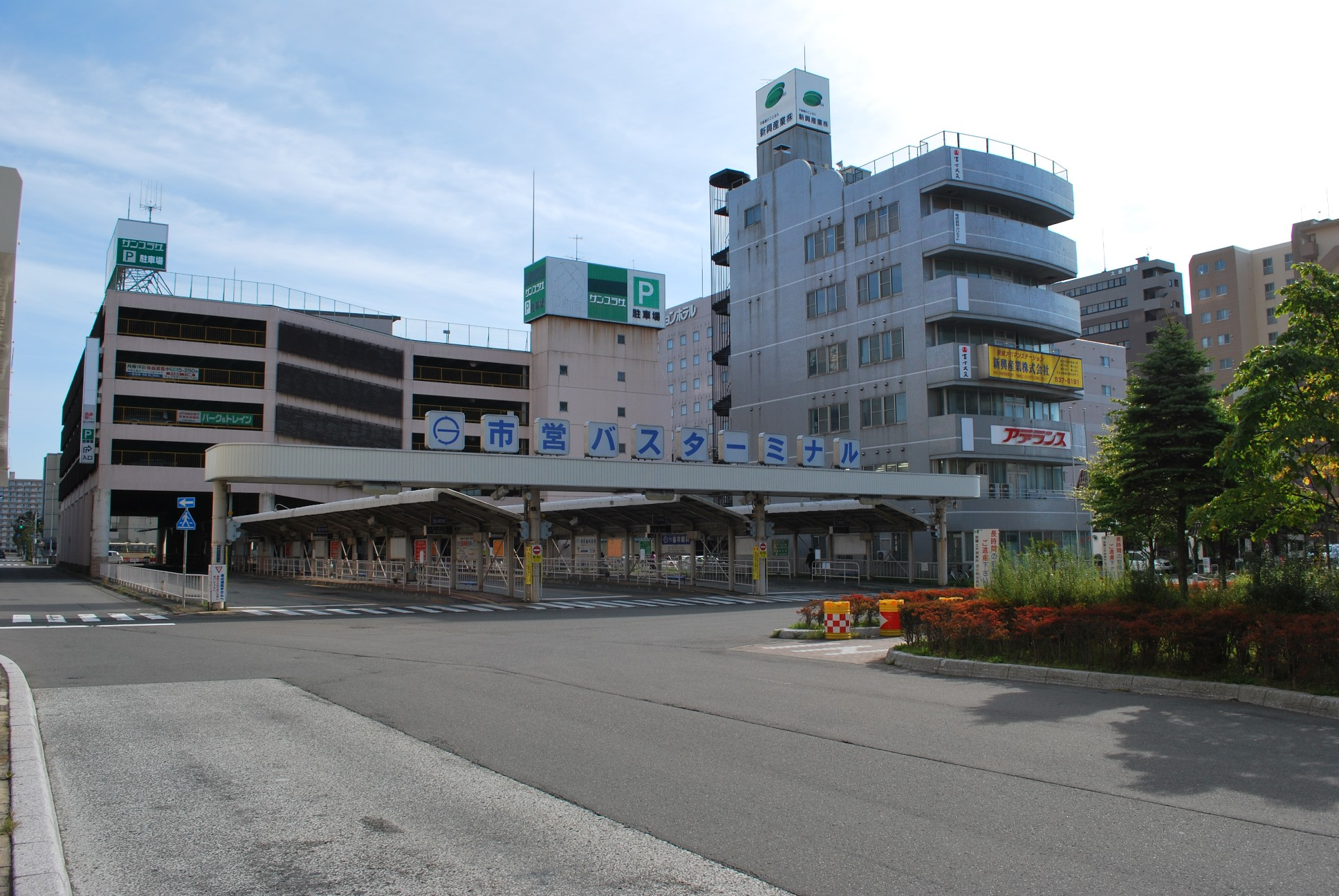
駅前営業所・バスターミナル
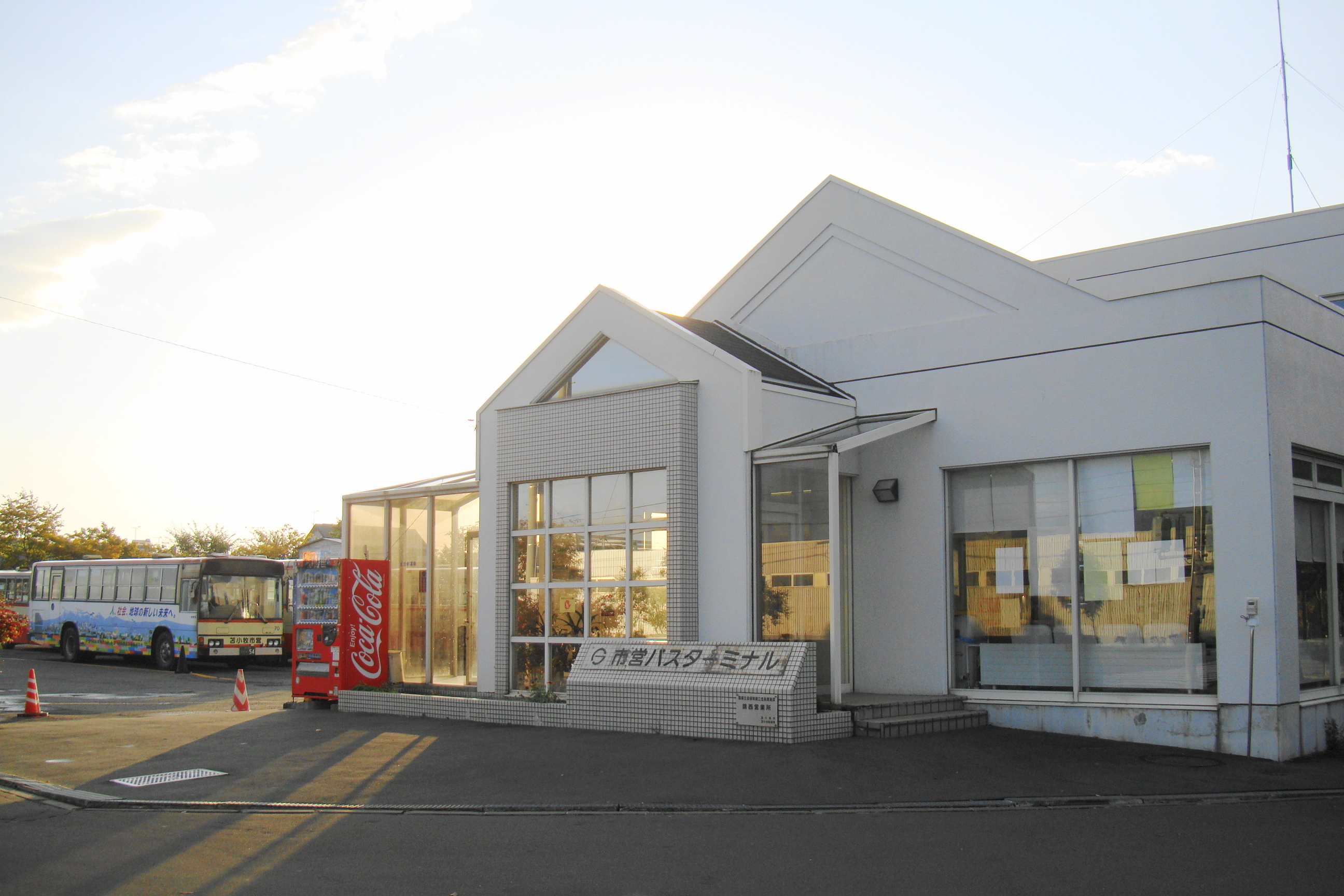
錦西営業所
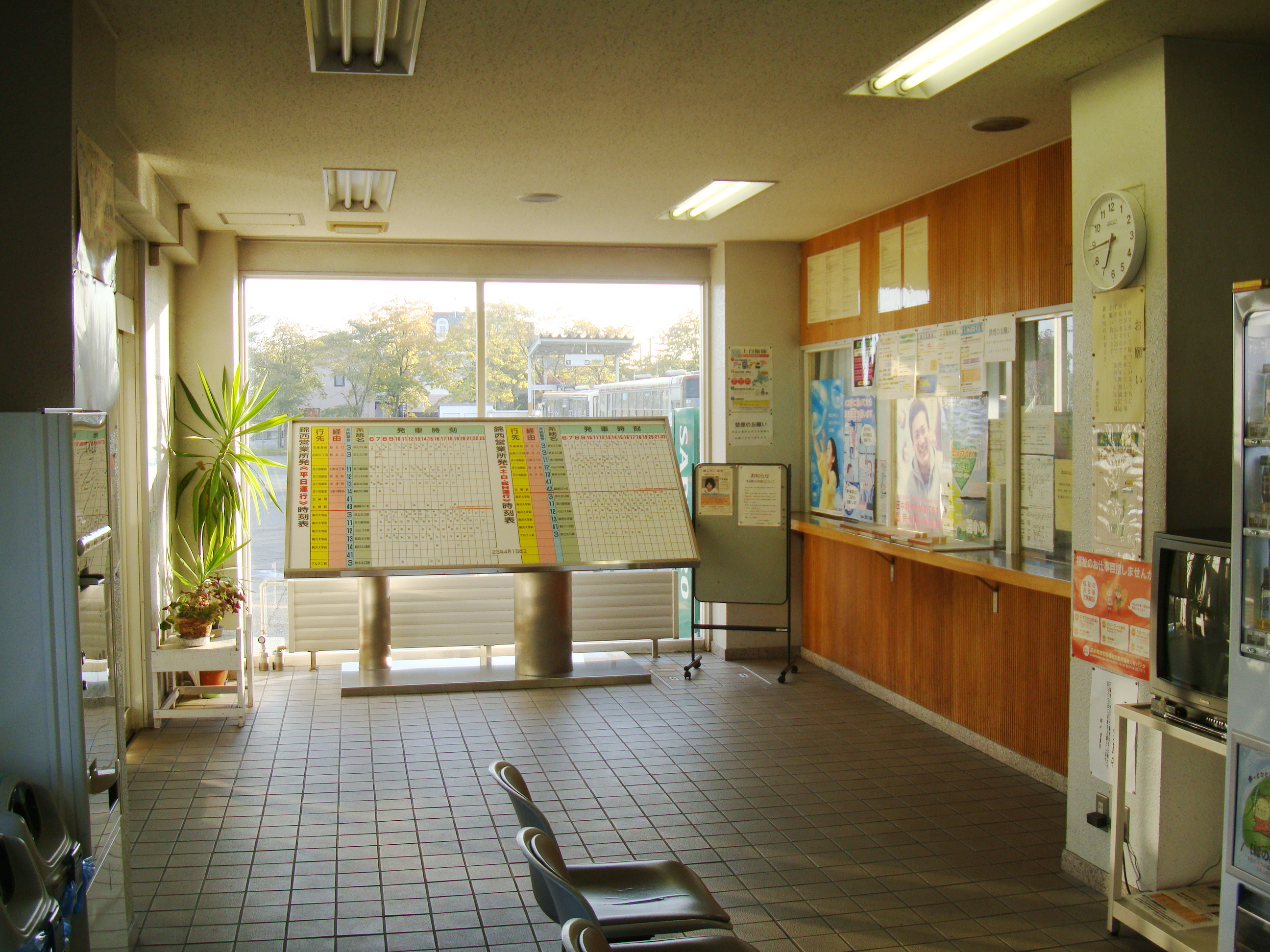
錦西営業所待合室

### バスターミナル（苫小牧駅前）
苫小牧駅前の営業拠点として1959年8月1日より観光センター内に窓口を設置していたが、老朽化等を理由として駅東側に新たなバスターミナルを建設する案が1977年（昭和52年）6月に出された。市議会では利用者が駅前に集中し駅前通など周辺商店街からの客離れを懸念する声が上がり議会収拾に計画が一旦撤回されたが、後にバスターミナル建設に関する補正予算が成立し建設が開始された。総工費1億7千万円をかけて株式会社サンプラザが運営する立体駐車場1階に「市営バスターミナル」を建設。3レーンからなるバス乗り場・窓口・売店のほか乗務員休憩室や運行管理室が設けられ、1978年11月26日に供用を開始した。
乗り場は原則として方面別に分けられていた。各路線の乗り場は#路線バスの「苫小牧駅前」または「バスターミナル」に示された数字を参照。
市営バス専用だったため他の民間事業者は乗り入れていなかったが、市営バス事業の廃止後は路線を譲受した道南バスが引き続き使用することとなり、道南バスの窓口もエガオに別途設けていたものをバスターミナル内に移転することとなった。また北海道中央バスの都市間高速バスも使用するようになった。
建物の老朽化に伴い、2015年（平成27年）4月1日に道南バスの案内所をバスターミナル内からふれんどビル（丸井今井苫小牧店跡地）1階に移転、同時にバスターミナルのうち屋内部分の利用を取り止めた。さらに同年10月31日をもって駅前バスターミナルの利用を終了、駅前の数か所にバス停を設ける形とした。市営バス廃止から3年7か月後のことであった。

## 路線バス

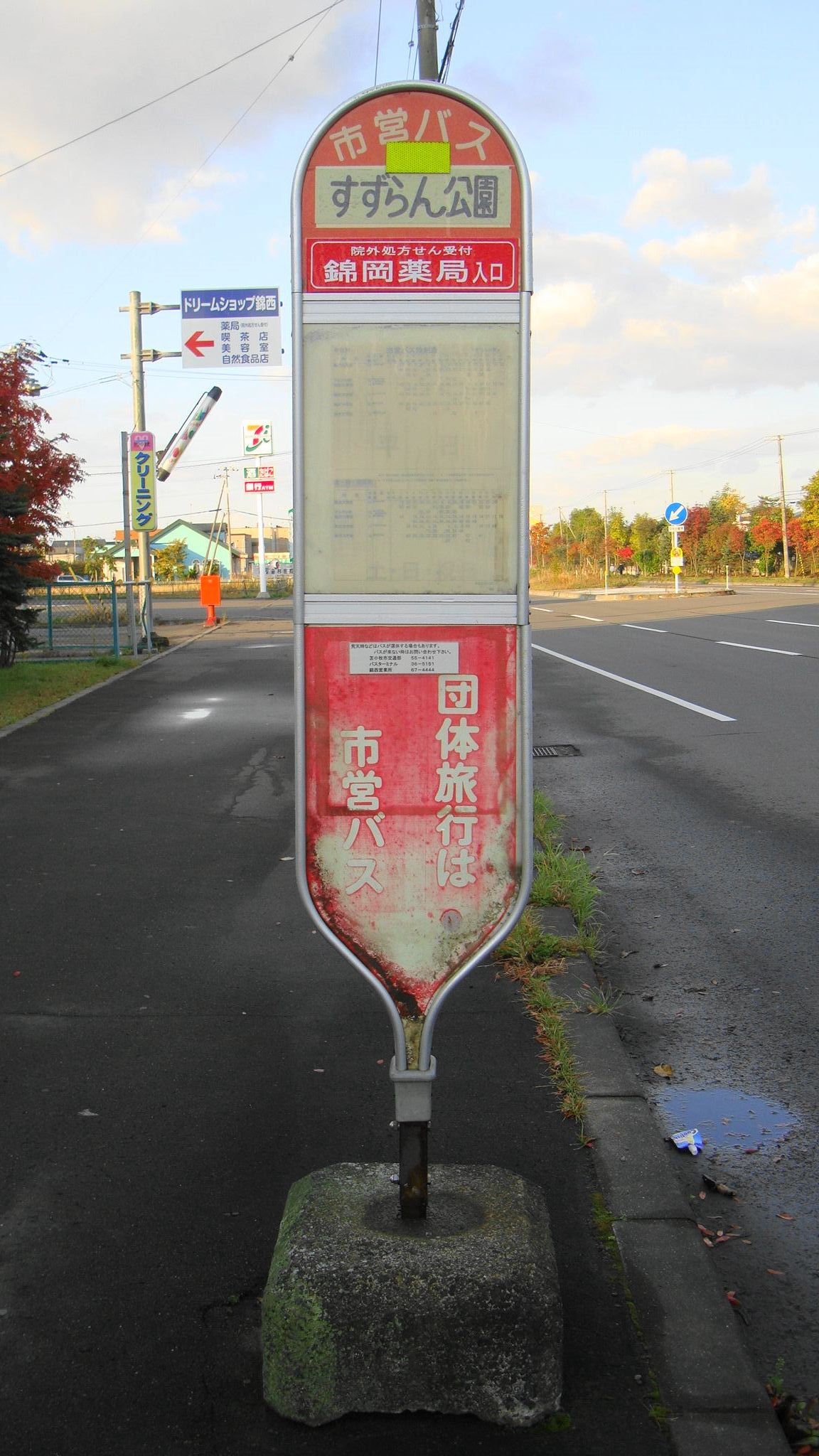
停留所

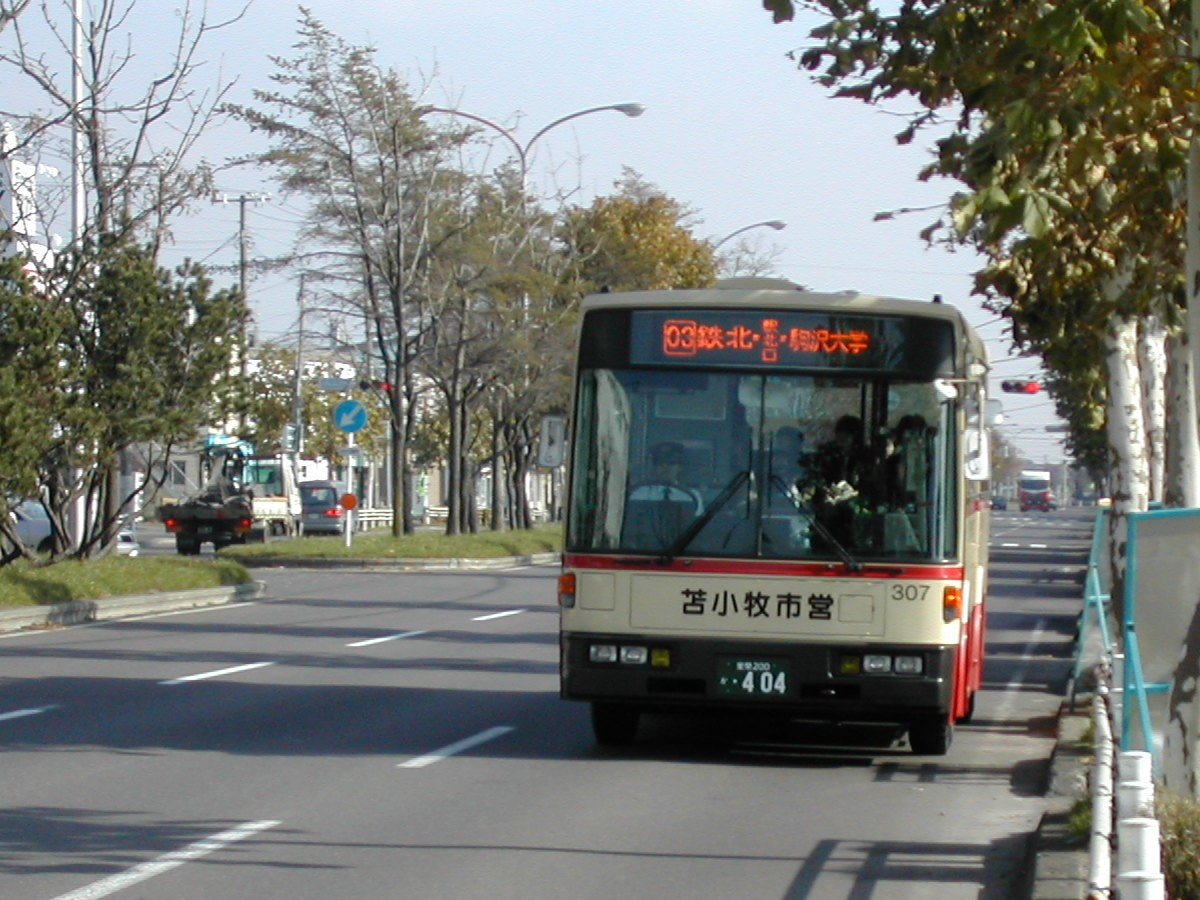
鉄北北口線

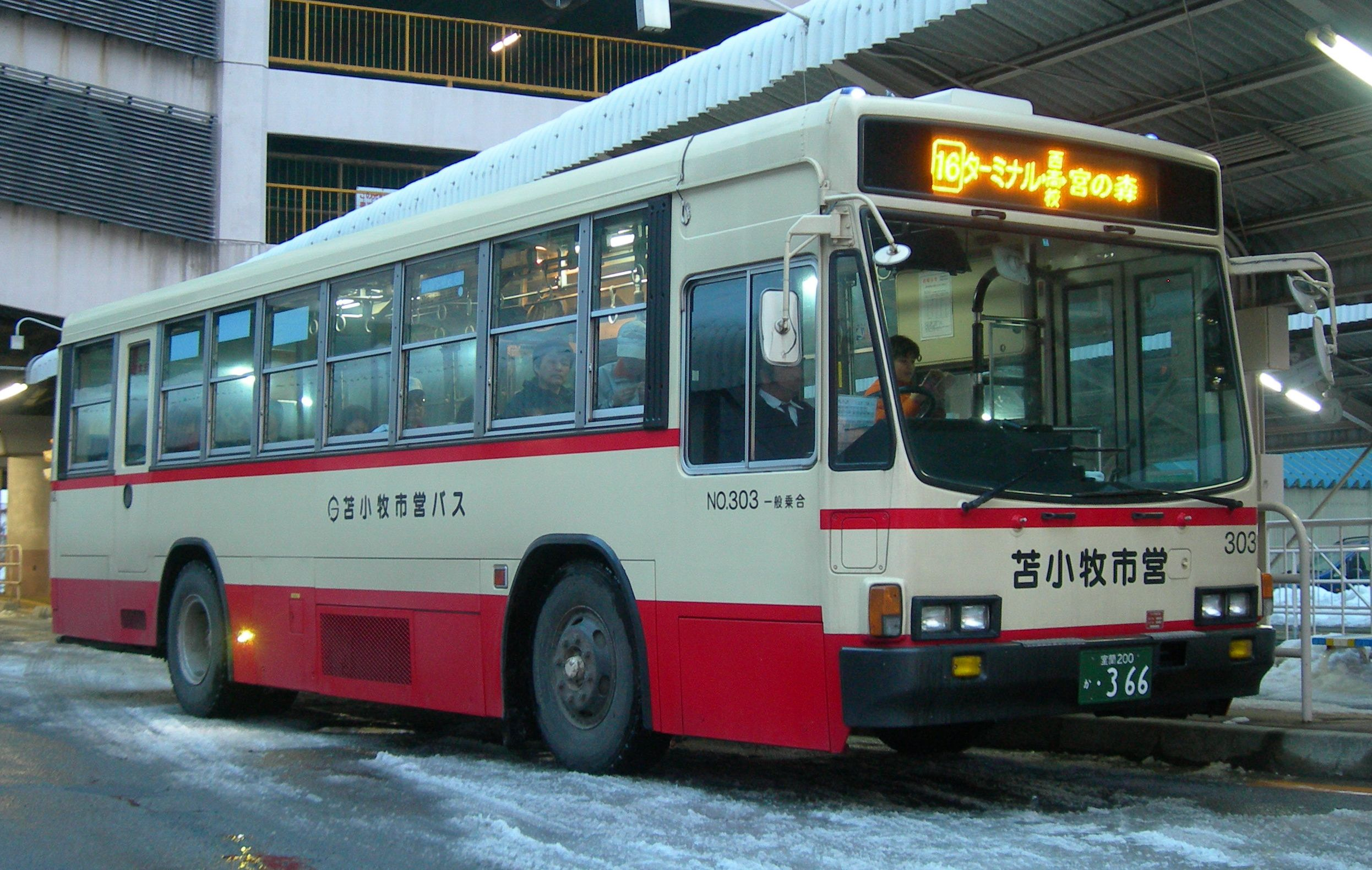
バスターミナルで出発を待つ宮の森行

2012年（平成24年）3月31日現在。「苫小牧駅前」は往路がバスターミナル発、復路が苫小牧駅前停留所着となる。「苫小牧駅前」および「バスターミナル」の数字はバスターミナルの乗り場番号を示す。
道南バスへの移行に伴い、2011年4月1日から03・10・21・26・31が運行経路を変更したほか、41は廃止となった。
永福（三条）交通部線
01（往復路）：交通部前 - 明野中学校 - 工業高校 - 緑町郵便局前 - バスターミナル（往4/復10）- 幸町二丁目 - 西高校前 - 苫信光洋支店前 - 糸井駅前（→永福一丁目→小糸井町→往路と同じ）
日新（国道）交通部線
02（往復路）：交通部前 - 苫信明野支店前 - 駒沢高校前 - 緑小学校前 - 市役所前 -（日中便：表町五丁目 - ）駅通十字街 - 西高校前 - 啓北二丁目 - 北星小学校前 - 日新温水プール（→しらかば三丁目→日新四丁目→日新温水プール→往路と同じ）
鉄北北口線
03：北栄三丁目 - 沼ノ端北 - 拓勇 -（新開中央←）総合経済高校 - 交通部前 - 苫信明野支店前 - 駒沢高校前 - 東高校 - 駅北口 - 啓北二丁目 - 日新温水プール - 川沿体育館 - 南高校 - 錦西営業所 - 駒沢大学前 - 錦大沼前 - アルテン前
グリーンヒル団地線
10：苫小牧駅前3 - 市役所前 - 西高校前 - 啓北二丁目 - 日新温水プール - 豊川三丁目 - 日新温水プール - グリーンヒル団地
澄川錦岡線
11：苫小牧駅前9 - 苫信本店前 - 西高校前 - 啓北二丁目 - 豊川三丁目 - 日新四丁目 - 澄川小学校 - 南高校北 - 錦西営業所 - 駒沢大学前
川沿ときわ線
12：苫小牧駅前2 - 苫信本店前 - 西高校前 - 啓北町 - 糸井駅北 - 泉野小学校前 - 南高校 - 錦岡駅前 - 錦西営業所 - 駒沢大学前
錦西光洋線
13：苫小牧駅前16 - 文化公園 - 駅通十字街 - 新富一丁目 - 苫信光洋支店前 - 日新温水プール - 川沿体育館 - 南高校 - 錦西営業所 - 駒沢大学前
錦西文化公園線
14：苫小牧駅前16 - 文化公園 - 港町二丁目 - 市役所前 - 駅北口 - 啓北二丁目 - 日新温水プール - 川沿体育館 - 南高校 - 錦岡駅前 - 錦西営業所 - 駒沢大学前
有珠の沢線
15（往復路）：苫小牧駅前3 - 市役所前 - 西高校前 - 啓北二丁目 - 有珠の沢四丁目（→有珠の沢会館→有珠の沢五丁目→）/（→有珠の沢五丁目→有珠の沢会館北→有珠の沢七丁目→有珠の沢会館北→有珠の沢五丁目→）
宮の森線
16：苫小牧駅前8 - 市役所前 - 西高校前 - 啓北町 - しらかば三丁目 - 糸井神社前 - 宮の森団地
錦岡線
17：苫小牧駅前17 - 市役所前 - 有明二丁目 - 王子サーモン前 - 糸井駅通 - 三星工場前 - 錦岡四郡 - 錦岡駅前 - 明徳公住前 - 工業高専前 - 北錦岡
啓北山手線
18（往復路）：苫小牧駅前14 - アイビープラザ前 - 西高校 - 北光通（→啓北町→北光小学校前→北光三丁目→往路と同じ）
はまなす団地線
19：苫小牧駅前2 - 市役所前 - 有明二丁目 - 王子サーモン前 - 糸井駅通 - 苫信川沿支店前 - 啓明中学校 - はまなす二丁目
駅前市立病院線
20：苫小牧駅前11 - 市役所前 - 木場町一丁目 - 駅北口 - 木場町西通 - 東高校 - 市立病院前
日の出町線
21：苫小牧駅前5 - 市役所前 - 文化公園 - 日の出一丁目 - 操車場前 - 明野新町一丁目/職訓センター通（日中便） - 交通部前
港町線
23（往復路）：苫小牧駅前15 - 市役所前 - 港町一丁目 - アイビープラザ前 - 苫信本店前 - 苫小牧駅前
フェリー線
24：苫小牧駅前1 - 市役所前 - 文化公園 - 西埠頭通 - 晴海町西 - フェリーターミナル（西港）
勇払線
25（通常便）：苫小牧駅前1 - 市役所前 - 東高校 - 駒沢高校前 - 苫信明野支店前 - 職訓センター通 - 沼ノ端西 - 沼ノ端駅前 - 沼ノ端駅通 - 勇払出張所 - （勇払駅前→）勇払中央 - 勇払正門
25（日軽金経由）：苫小牧駅前1 - 市役所前 - 文化公園 - 西埠頭通 - 晴海町西 - 日軽金前 - 木工団地前 - 沼ノ端西 - 沼ノ端駅通 - （通常便と同経路） - 勇払正門
沼ノ端線
26（往復路・午前便）：苫小牧駅前13 - 市役所前 - 緑町郵便局前 - 日の出一丁目 - 操車場前 - 職訓センター通 - 臨海東通 - ウトナイ団地中央 - 沼ノ端南 - 沼ノ端駅前 - 沼ノ端北（→往路と同じ）
26（往復路・午後便）：苫小牧駅前13 - 市役所前 - 緑町郵便局前 - 日の出一丁目 - 操車場前 - 職訓センター通 - 臨海東通 - 沼ノ端北 - 沼ノ端駅前 - 沼ノ端南 - ウトナイ団地中央 - 北栄三丁目（→往路と同じ）
苫東工業基地線
31：苫小牧駅前13 - 市役所前 - 緑町郵便局前 - 支笏湖通 - 駒沢高校前 - 明野中学校 - 交通部前 - 総合経済高校 - 拓勇 - 沼ノ端北 - 沼ノ端駅前 - テクノセンター
植苗線
33（往復路）：苫小牧駅前7 - 市役所前 - 文化公園 - 緑小学校前 - 駒沢高校前 - 苫信明野支店前 - 交通部前 - 新開中央 - 勇振橋 - 沼ノ端駅北口（一部通過）- ウトナイ湖 - ウトナイ団地 - 植苗駅通（→植苗小中学校通→美々川福祉園→北植苗→往路と同じ）
錦西樽前ガロー線
43：錦西営業所 - 駒沢大学前 - 樽前中央 - 樽前小学校前（ - 南樽前）- 樽前ハイランド - 樽前ガロー - 北樽前

### 臨時便
墓参バス
（往復路）：苫小牧駅前7 - 表町5丁目 - 王子総合病院前 - 緑跨線橋 - 緑町郵便局前 - 支笏湖通 - 公園前 - 高丘霊園前 - 第二霊園入口（→第二霊園中央東→第二霊園東→第二霊園西→第二霊園中央→第二霊園管理棟前→往路と同じ）
スケートまつり臨時バス
苫小牧駅前 - 表町5丁目 - 王子総合病院前 - 緑跨線橋 - 緑町郵便局前 - 市営球場前 - 公園前
ハイランドスポーツセンターが会場だった、2003年まで運行されていた。

### 主な廃止路線
社台線、支笏湖線、上厚真線、千歳線の市外4路線については歴史節#市外線全廃を参照。
山手春日線
05：バスターミナル - 見山1丁目 - 駅北口 - 住吉住宅街 - バスターミナル
澄川錦岡線（急行）
11急行（記載停留所のみ停車）：錦西営業所→もえぎ町2丁目→明徳小学校前→明徳2丁目→明徳公住前→明徳4丁目→澄川小学校→柏木4丁目→豊陵公園→日新3丁目→日新4丁目→日新6丁目→豊川小学校前→北光小学校前→新富1丁目→大町2丁目→苫信本店前→駅通→苫小牧駅前
永福鉄北線
04（1990年時点）：交通部前 - 住吉住宅街 - 駅北口 - 西高校前 - 永福1丁目
04（1996年時点）：永福1丁目→西高校前→バスターミナル→住吉住宅街→交通部前
演習林線
22：苫小牧駅前 - 市役所前 - 緑小学校前 - 演習林
2001年4月1日廃止。
春日住吉線
27（1991年時点）（往復路）：バスターミナル（→春日2丁目→緑小学校前→往路と同じ）
27（2002年時点）：バスターミナル - 文化公園 - 春日2丁目 - 駒沢高校前 - 交通部前 ← 明野元町2丁目
2003年4月1日、31 苫東工業基地線と統合。
錦西うぐいす団地線
41：駒沢大学前 - 錦西営業所 - 錦岡駅前 - 錦多峰浄水場入口 - 工業高専前 - 北錦岡
2011年4月1日廃止。

## 貸切バス
貸切バス事業は苫小牧市、千歳市、恵庭市発着で行われていた。段階的に縮小を行い、観光貸切は2000年（平成12年）度をもって廃止。以降は一般貸切や企業との契約による特定貸切を行っていた。
苫小牧東港（周文フェリーターミナル）に発着する新日本海フェリー連絡バスを運行していた。貸切バス扱いのため交通部発行の各種乗車券は使用できなかった。

## 運賃・乗車券

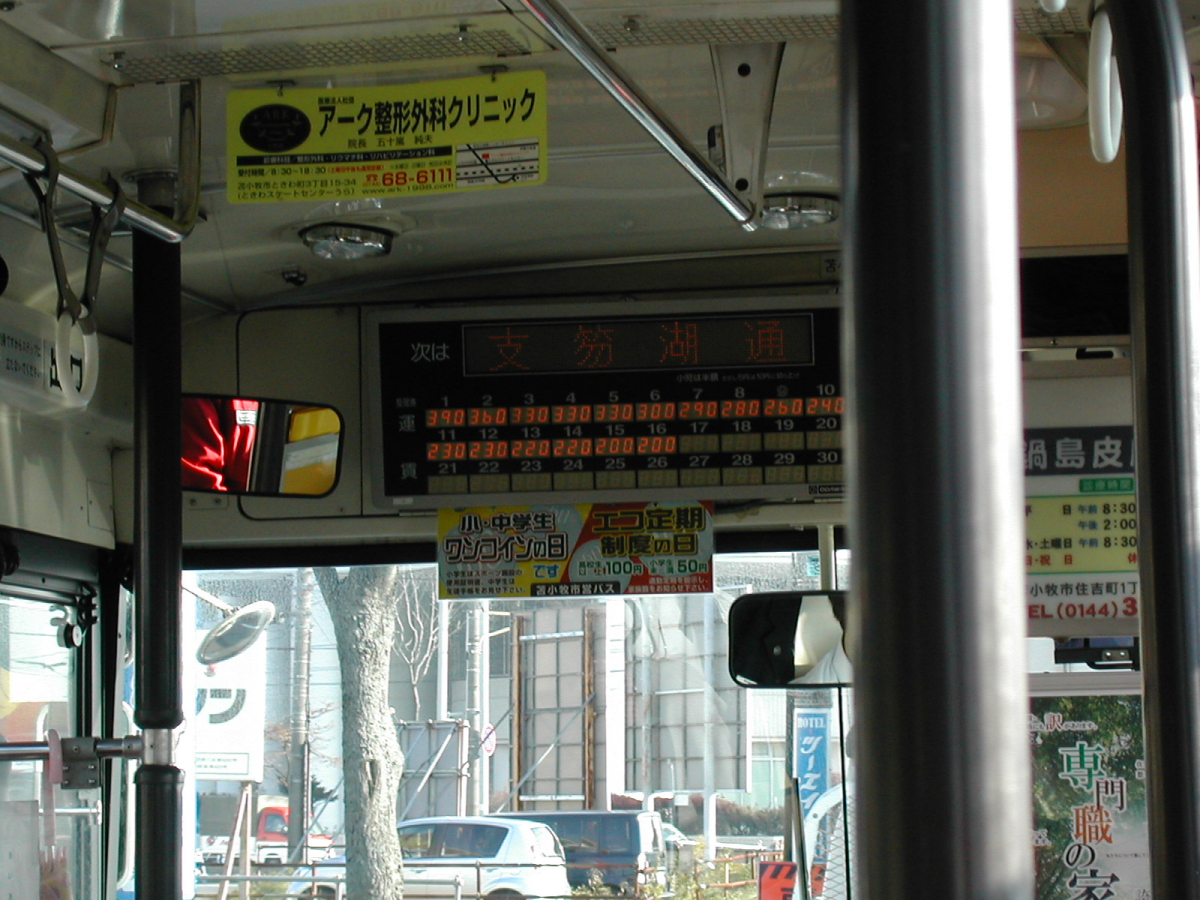
鉄北北口線駒沢大学前始発の旧・支笏湖通（現・市立病院通）までの運賃表 10（豊川三丁目/桜木四丁目）までが対キロ区間、11（啓北二丁目）以降が特殊区間

運賃は、東部方面は明野中学校・苫新明野支店前・操車場前・晴海町西より、西部方面は苫信光洋支店前・啓北二丁目・啓北町・有明二丁目より市中心部方面が200円から230円までの特殊区間制であった。この区間は長らく均一制を採用し1993年（平成5年）10月1日の改定後は200円であったが、1996年9月1日の改定で4区に分割されている。それ以外は対キロ制で、1996年9月1日より1 kmあたりの基準賃率が39円30銭、最低運賃が150円となっていた。
道南バスへの移譲後も消費税増税を除き値上げはなかったが、道南バスは燃料費高騰などによる収支悪化を理由に、2012年に市営バスの運営移譲を受けて以来初、市営バス時代を含めると1996年9月以来となる苫小牧市内線の運賃値上げを、2023年7月19日に北海道運輸局に申請し、10月18日に認可され、12月1日に改定した。

### トマッピーカード
1998年4月1日から導入された乗車カード。普通カードとおおむね10時から16時までの昼間時間帯に利用できる昼間カードが各3種類、学生専用の通学カードが2種類発売されていた。
本カードは道南バスに移譲後も苫小牧市内線に限って利用できたが、道南バスはトマッピーカードの取り扱いについて、2019年3月31日をもって利用終了、同年9月30日をもって払い戻しの受付を終了した。

### その他乗車券
定期乗車券は通常の通勤・通学定期券のほか、65歳以上が全路線で利用できる熟年定期券、4月から9月までの平日に全路線が利用できる通学フリー定期券、トマッピーカードの昼間カードと同じ条件で利用できる昼間定期券があった。紙式の回数乗車券はトマッピーカードに代替されているが、条例上は普通乗車券とともに廃止されていない。

## 車両
比較的冷涼な気候もあり、路線バス車両は1995年（平成7年）まで非冷房車両が導入されていた。1997年7月時点では、道内の公営バスとしては早い段階でワンステップバス7台を導入。1998年9月にはアイドリングストップバス6台を導入した。1999年（平成11年）11月にはノンステップ1台を試験的に導入し、冬季の走行試験などを行った。

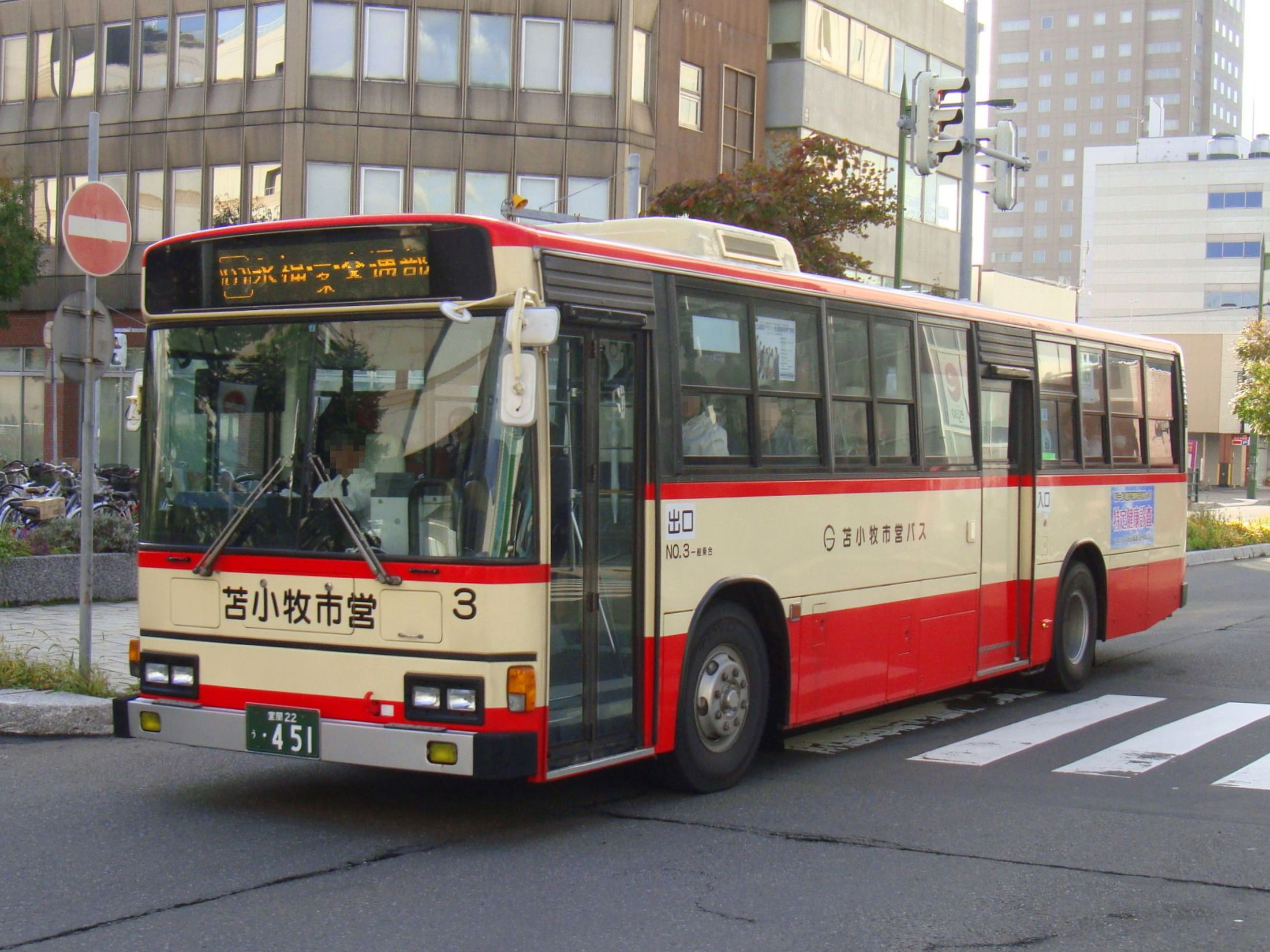
1996年導入車
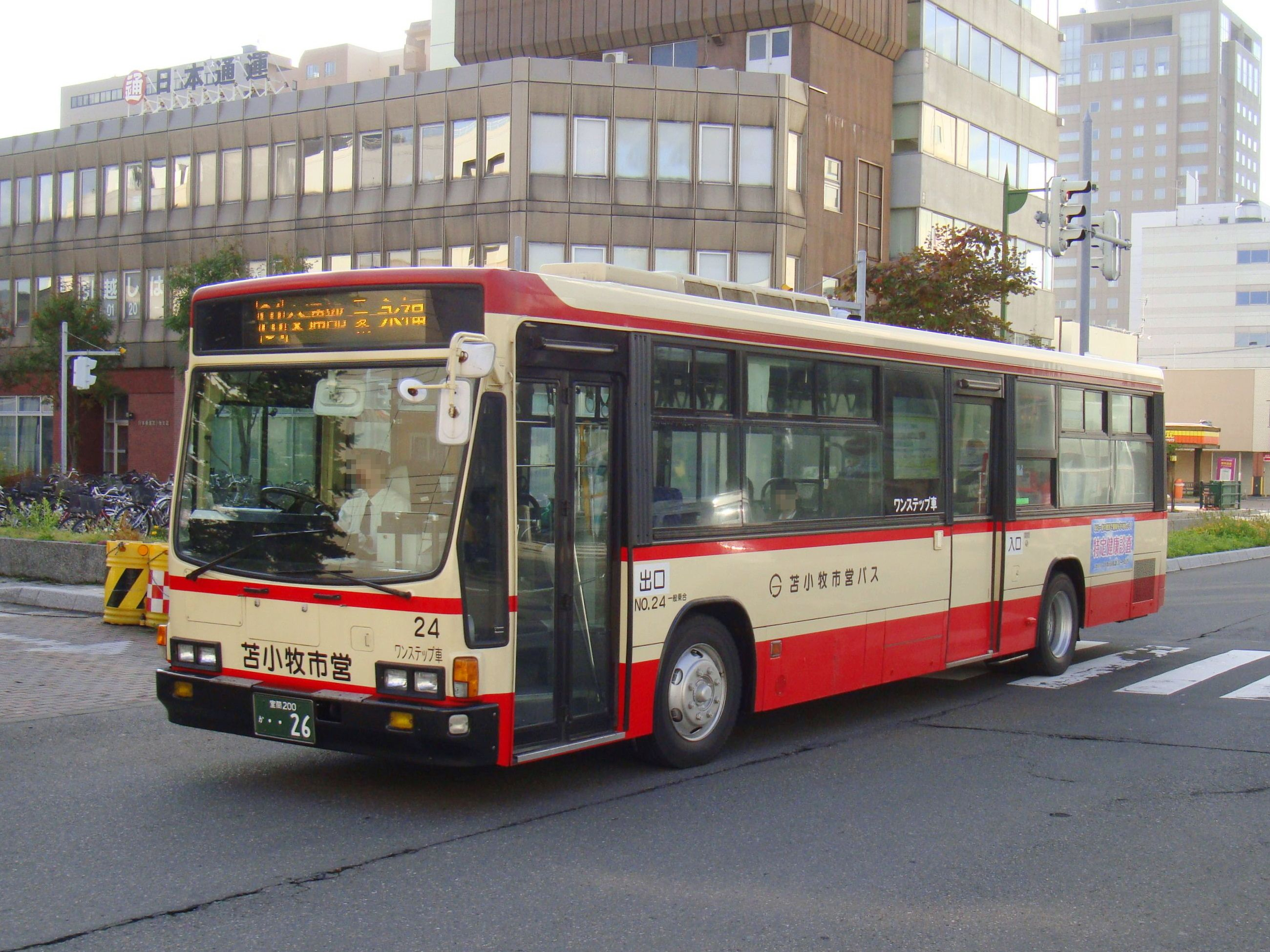
1999年導入車 この年をもって新車導入を凍結
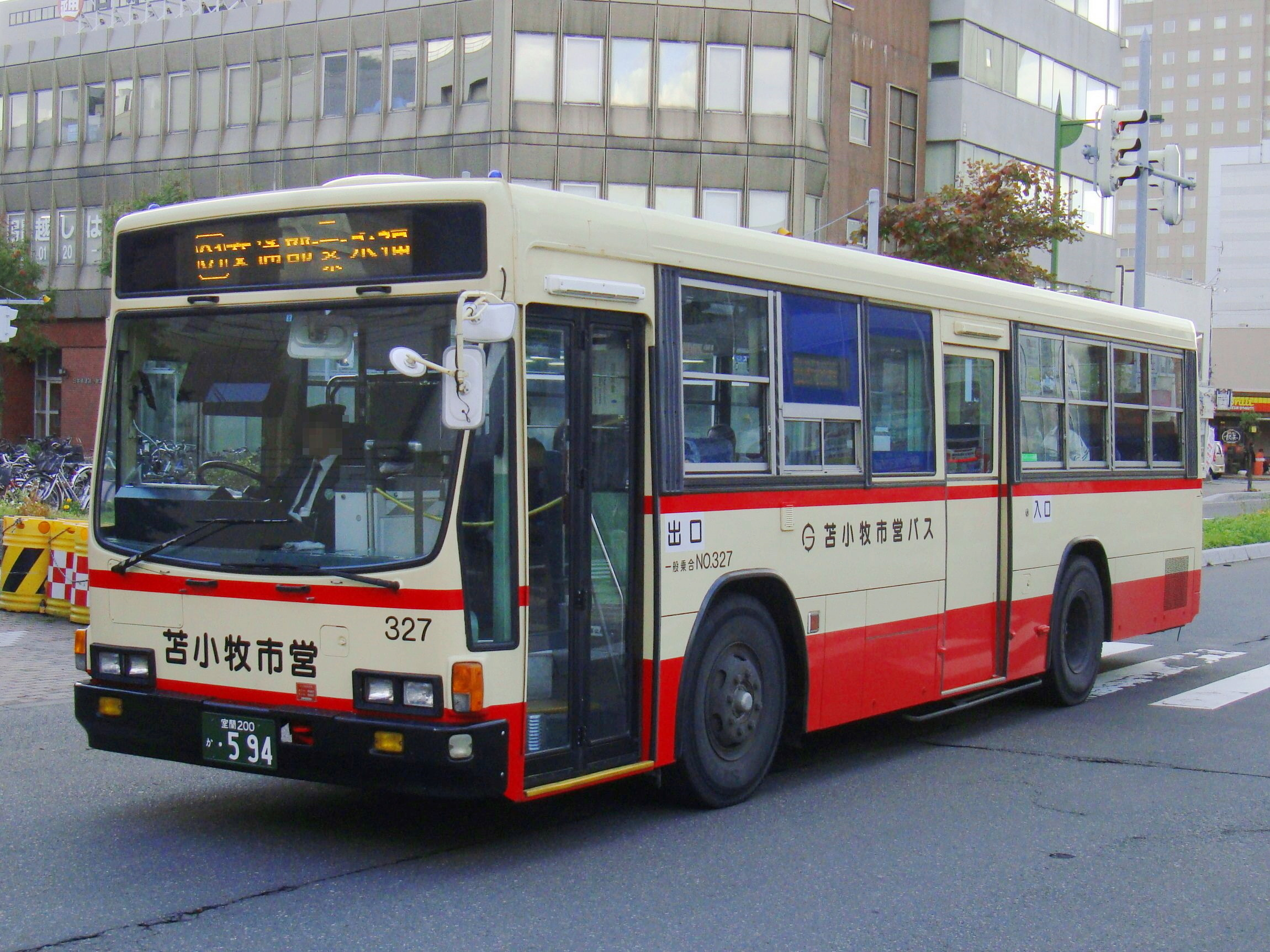
国際興業バスからの譲受車
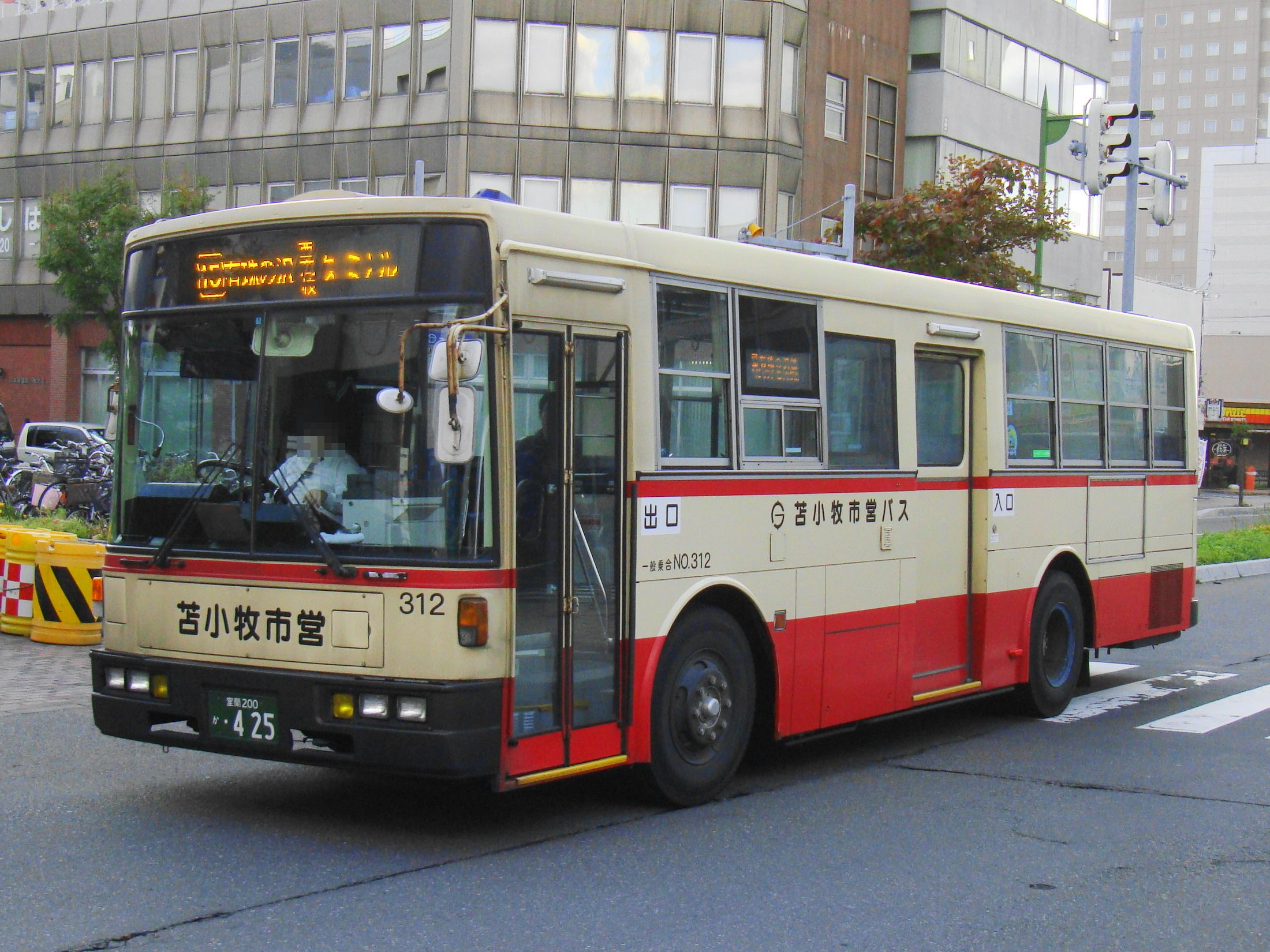
川崎市交通局からの譲受車

## 関連業務
1968年4月1日より市教育委員会から学校給食配送車の運行・給油・整備業務を受託しており、最終的には4トン車（いすゞ・フォワード2台、UD・コンドル、日野・レンジャー）計4台（1, 4, 5, 6号車）と2トン車5台（2, 3, 7, 8, 9号車、うち1台が予備車）を管理していた。このうち第一学校給食共同調理場の配送に6台、第二学校給食共同調理場の配送に2台を使用。学校給食業務は2か所の共同調理場のうち第一学校給食共同調理場について、新築移転にあわせて2012年（平成24年）4月1日から民間委託に移行した。配送業務についても、市バス事業廃止に伴い、全て民間事業者への委託となった。民間委託移行後は、配送車は第一学校給食共同調理場向けに8台、第二学校給食共同調理場向けに3台（いずれもうち1台は予備車）が使用されている。